# Елізабеттаун (Індіана)
Елізабеттаун (англ. Elizabethtown) — місто (англ. town) в США, в окрузі Бартолом'ю штату Індіана. Населення — 406 осіб (2020).

## Географія
Елізабеттаун розташований за координатами 39°8′7″ пн. ш. 85°48′45″ зх. д. / 39.13528° пн. ш. 85.81250° зх. д. (39.135250, -85.812494).  За даними Бюро перепису населення США в 2010 році місто мало площу 0,66 км², уся площа — суходіл.

## Демографія
Згідно з переписом 2010 року, у місті мешкали 504 особи в 174 домогосподарствах у складі 131 родини. Густота населення становила 768 осіб/км².  Було 198 помешкань (302/км²).
Расовий склад населення:
| - 91,1 % — білих - 1,0 % — чорних або афроамериканців - 7,1 % — осіб інших рас |

До двох чи більше рас належало 0,8 %. Частка іспаномовних становила 9,5 % від усіх жителів.
За віковим діапазоном населення розподілялося таким чином: 30,4 % — особи молодші 18 років, 60,7 % — особи у віці 18—64 років, 8,9 % — особи у віці 65 років та старші. Медіана віку мешканця становила 31,4 року. На 100 осіб жіночої статі у місті припадало 96,9 чоловіків;  на 100 жінок у віці від 18 років та старших — 90,8 чоловіків також старших 18 років.
Середній дохід на одне домашнє господарство  становив 43 216 доларів США (медіана — 40 357), а середній дохід на одну сім'ю — 43 802 долари (медіана — 34 583). Медіана доходів становила 33 750 доларів для чоловіків та 24 500 доларів для жінок. За межею бідності перебувало 35,8 % осіб, у тому числі 51,5 % дітей у віці до 18 років та 18,2 % осіб у віці 65 років та старших.
Цивільне працевлаштоване населення становило 207 осіб. Основні галузі зайнятості: виробництво — 40,1 %, мистецтво, розваги та відпочинок — 15,5 %, роздрібна торгівля — 14,5 %.